# 滝川恵理 (AV女優)
滝川 恵理（たきがわ えり）は、日本のAV女優・占い師・女優・コラムニスト。
旧名は有沢 実紗(ありさわ みさ)

## 略歴・人物
2009年1月に、S1 NO.1 STYLEから発売された作品『エロセレブ×ギリモザ 新人ギリモザ』でデビューした国立大卒のAV女優。現在の所属事務所はリズムプロモーション。
2010年5月より、スカパー!のパラダイステレビにて『東京女子アナ商会』にレギュラー出演していた。同年同月より12月末まで、スポーツニッポンにて、コラム「淫テリジェンス」を連載していた。
高い演技力や、バラエティに富むパフォーマンスに定評がある。
執筆の素養もありブログ評価サイトで、(女性とは思えぬ筆運びと評されたこともあった。)過去にフジサンケイグループの某ブログ投稿サイトのコンテストで2度金賞を受賞している。
英会話が得意であるが、フランス語圏からの帰国子女である。
4年間の休養期間を経て2016年4月から活動を再開。
プロの占い師としても活動中。

## 出演作品

### アダルトビデオ

#### 有沢実紗 名義
- エロセレブ×ギリモザ 新人ギリモザ 有沢実紗（1月7日、エスワン） ※デビュー作
- エロセレブ×ギリモザ 無限絶頂!激イカセFUCK （2月7日、エスワン）
- 超お下劣ぅ～!熟女が果てるまでイッテ99人のオナニー8時間(2枚組み)、メーカー…madonna、レーベル…madonna
- エロセレブ×ギリモザ バコバコ乱交 （3月7日、エスワン）
- 近親相姦 お母さんの美尻 （4月1日、ワンズファクトリー）
- ワカヅマ ドットナカダシ Mrs.NAKA-DASHI （4月1日、チーム川崎）
- 近親相姦 Vol.19 美痴女母と息子と大学教授 淫乱舌の性愛進化論 （4月16日、グローリークエスト）
- ≪眼ガン顔ガン射シャ!≫ 拡散メガ精子砲!! （4月17日、GLAY'z）オムニバス作品 他出演:成瀬心美、小辻もえ、進藤ゆき、真中ゆかり、小日向ひな、倖田みらい、東野愛鈴、榊なち、水島礼美、花梨、神田ゆりあ
- おふくろさん （4月25日、マドンナ）
- 人妻百景 〜第二景〜 （5月2日、プレステージ）
- 義母の淫穴 息子達の欲望のはけ口 （5月7日、ヒビノ）
- 揉み責め×乳イキ×敏感乳房 （5月13日、マルクス兄弟）オムニバス作品 他出演:堀口奈津美、高坂保奈美、風間ゆみ、早川瀬里奈、大沢佑香、一ノ瀬あきら、中森玲子、葉月奈穂、藍花
- 隣りの巨乳妻 （5月15日、スターパラダイス）
- S1 GIRLS COLLECTION(2009年5月19日)
- 汚された女教師 （5月25日、マドンナ）
- 高飛車女教師 陵辱精液まみれ（2009年6月4日、ヒビノ）
- 兄貴の嫁 （6月13日、溜池ゴロー）
- 湯宿の女流作家 （6月25日、マドンナ）
- 旦那の趣味で犯されて （7月2日、タカラ映像）
- 団地妻寝盗られ中出しレイプ （7月10日、TMA）オムニバス作品 他出演:青山さつき、女池さゆり、黒木真夕
- ワケあり人妻 不倫の代償 （7月13日、溜池ゴロー）
- 特選 友達の母 （7月25日、マドンナ）
- 人妻不倫セックス （7月25日、エマニエル）オムニバス作品 他出演:さや、辻本りょう、伊吹怜、水城奈緒、瀬名涼子
- 美脚妻の交尾 其の十三 （8月5日、KIプランニング） ※「加藤純子」名義
- 欲求不満人妻紹介 ＃5〜＃8 （8月7日、GLAY'z）オムニバス作品 他出演:高坂保奈美、吉岡奈々子、押切あやの
- 中出しソープ 麗しの熟女湯屋 美熟女総本店 （8月10日、グローバルメディアエンタテインメント）
- ミセス、枕営業。 （8月16日、タカラ映像）
- 禁じられた社内恋愛 〜彼氏の目の前で恥辱的な処罰を受けて…〜　（8月25日、マドンナ）
- 淫乱だらけの人妻温泉 2 秘湯で出会ったエロ妻5人 （9月1日、プレステージ）共演:坂上友香、羽鳥涼子、平井ななみ、北条美里
- 人妻緊縛競泳水着 3 （9月18日、グレイズ）共演:黒木真夕
- 素人マダムズ [LEVEL A] 其の四十二 （9月25日、アリスJAPAN）オムニバス作品 他出演:橘エレナ、小向まな美、栗原沙織、一条みやび
- 妖艶熟女の快楽淫語責め 有沢実紗 （10月1日、AVS）
- 人妻ドット ナカダシ The Best Mrs. 30～40age.NAKA-DASHI 2枚組6時間 （10月1日、グレイズ）
- 濡れ透け婦人の甘い疼き ～社交ダンスで疼く人妻・実紗～ 有沢実紗 （10月7日、マドンナ）
- 熟年夫婦の夜の営みネットリ濃厚4時間 3 （10月7日、マドンナ）
- 近親相姦 母のあやまち 有沢実紗 真理 （10月15日、小林興業）
- 乱れる人妻 有沢実紗 （10月16日、なでしこ）
- ギリモザ2009年上半期傑作選 （10月19日、エスワン ナンバーワンスタイル）
- 離島の女医 （10月22日、SODクリエイト）
- 豊満パイズリ母の肉感マッサージ 有沢実紗 （10月29日、センタービレッジ）
- 母子入浴相姦 有沢実紗 （11月7日、マドンナ）
- 華麗なる美熟女レズの世界4時間 （11月7日、マドンナ）
- S1 5周年記念16時間スペシャル WHITE （11月7日、エスワン）※総集編
- S1 5周年記念16時間スペシャル RED （11月10日、エスワン）※総集編
- ママさん町内会長ドラッグレイプ 有沢実紗31歳 （11月10日、グローバルメディアエンタテインメント）
- フェラコレ 熟女編 6 39人のフェラマダム （11月15日、隼エージェンシー）オムニバス作品 他出演:愛勇希、鮎川みさと、伊吹稟、夏川ひなり、外山琴美、岩淵香奈枝、橘いずみ、金森美奈、笹川成美、糸谷多絵、春川あや、初音かほ、小橋沙良、小野理菜、小林里穂、松島るり、城内ヒカル、常盤あすか、神谷みさと、瀬戸珠美、星優乃、西岡まき、倉木さゆり、大隈恵令奈、大塚美雪、中森玲子、浅倉彩音、藤原絵理香、南ありさ、南つかさ、白川ゆり、八木寛子、桧山すず、平澤藤子、北沢ひとみ、堀田明美、野原もえ、柳田やよい
- レズビアン独身寮 （11月19日、アンナと花子）共演:鮎川みさと、白川莉紗、原田実紗、風間ゆみ、高梨ひとみ
- S級アイドル23人!ヌルヌル性感クラブ4時間 （11月19日、エスワン）※総集編
- 近親相姦 変態家族の新たな愛の形 有沢実紗 （11月19日、VENUS）
- GLAY’z Dynamite! 2枚組8時間 （12月4日、GLAYz）
- 人妻 奴隷契約 有沢実紗 （12月5日、ワープエンタテインメント）
- 主婦と下着泥棒 有沢実沙 （12月7日、マドンナ）
- すけべな息子に義母はメロメロ 17（12月11日、東京音光）
- E-BODY SPECIAL -肉食獣の宴-（12月13日、E-BODY）共演:愛沢蓮、諸星セイラ、松生彩、あのあるる、並木るか、夏川亜咲、福山優、芹沢もえ、星優乃
- 誘惑、女教師。 有沢実紗（12月15日、ドリームチケット）
- 人妻 LEGS+ パンスト・タイツの貞淑 有沢実紗（12月18日、HRC）
- ヤリマン団地妻 有沢実紗 （12月19日、クロス）
- 彼女のお母さんはなぜか僕の恋人!? 有沢実紗  （12月24日、イエローダック）
- 【近親相姦シリーズ】 淫母相姦 二十四

- エロボディ受精（1月1日、プレステージ）
- マジックミラー号 超ゴージャス!濃密美熟女逆ナンパ 池袋編（1月7日　ディープス）共演:北条麻妃、浅倉彩音、村上涼子
- 肉食獣の宴 第二夜 ～着ててもわかる、イーボディ。（1月13日、E-BODY）共演:愛沢蓮、諸星セイラ、あのあるる、星優乃、松生彩、夏川亜咲、並木るか、芹沢もえ、福山優
- 大部屋患者にマワされて 有沢実紗（1月21日、タカラ映像）
- 美熟女だらけのものスゴいオナニー (1月29日、映天)オムニバス作品 他出演:間宮志乃、相沢すみれ、鈴仲いずみ
- 気づけばいつも、アナル舐め 2 (2月15日、ワープエンタテインメント)オムニバス作品 他出演:茉莉花、希内あんな、成瀬心美、ひなのりく、水城奈緒
- 他人棒に寝取られた妻 5 有沢実紗 (2月18日、グローリークエスト)
- セレブ人妻中出し大歓迎 逆ナンパ (2月19日、Nadeshiko)共演:桜井麻美
- こだわりの手コキ人妻編 VI (2月25日、隼エージェンシー)オムニバス作品 他出演:鮎川みさと、伊吹稟、大塚美雪、川上ゆう、瀬戸珠美、橘いずみ、南つかさ、野原もえ、愛勇希、笹川成美、初音かほ、小橋沙良、藤原絵理香、平澤藤子、夏川ひなり、金森美奈、高原千夏、浅田博美、朝倉麗、外山琴美、岩淵香奈枝、弓削亜弓、山科茜、糸谷多絵、春川あや、小野理菜、小林里穂、城内ヒカル、神谷みさと、西岡まき、倉木さゆり、大隈恵令奈、朝倉彩音、白川ゆり、八木寛子、堀田明美、柳田やよい、星優乃、南ありさ
- エスカレートしすぎる熟女5人、あなたの自宅に突撃訪問。 (3月11日、プレステージ)共演:北条麻妃、村上涼子、友田真希、翔田千里
- コスッて熟女神 2 (4月1日、ミル)
- 禁断介護 ～金欲と性欲にまみれ、老人と肉体関係を結ぶ売女嫁 ～ (4月15日、グローリークエスト)
- 有沢実紗でござひます。 240分 (4月16日、タカラ映像)
- 丸ごと！有沢実紗8時間 (5月7日、マドンナ)
- フェラ音 II (5月28日、セックスエージェント)オムニバス作品 他出演:RUMIKA、高島恭子、柚里奈、櫻井ゆうこ
- 美熟女が立ったままでするいやらしい着衣SEX (6月1日、V (ヴィ))オムニバス作品 他出演:浅倉彩音、翔田千里、艶堂しほり、細川まり
- 嫁姑レズ調教 ～伝統が蝕む美嫁の裸身～ (6月7日、マドンナ)共演:横山みれい
- センタービレッジBEST まるごと5タイトル8時間 5
- 美人妻の脚コキ
- 禁親相姦介護 (7月16日、グラフィティジャパン)オムニバス作品 他出演:相澤かな、北村りょう
- 人妻中出し輪姦 4 (8月1日、中嶋興業)
- 淫乱開放 (8月19日、乱丸)
- 熟女レズ エロマゾふたなりバレエ教室 (9月10日、グラフィティジャパン)オムニバス作品 他出演:堀口奈津美、結城みさ
- 母子交尾 【伊豆の国路】 （10月9日、ルビー）
- 敏腕女部長 失墜 （10月20日、スターパラダイス）
- 最愛の息子は誰にも渡さない。 (11月18日、SODクリエイト)共演:橘美穂
- 義母の筆おろし 激烈M字騎乗位の生贄となった息子 （12月18日、ルビー）
- オナホール訪問販売員のおばさん 10 (12月20日、ネクストイレブン)オムニバス作品 他出演:阿部ゆかり、大原あけみ、須藤めぐみ、椎名はるか、須永佐和子、今井ほのか
- マドンナ7周年記念作品 七人の団地妻 ～婦人会長選挙と下着泥棒大騒動～ (12月25日、マドンナ)共演:牧原れい子、風間ゆみ、結城みさ、澤村レイコ、艶堂しほり、北条麻妃

- 超激カワGAL限定!過激でHな大量潮吹きレズナンパ (2月1日、V (ヴィ))
- 美脚 熟女時代 (2月25日、マドンナ)共演:星野あかり、堀口奈津美

- オナホール訪問販売員のおばさん DX2 ど淫乱熟女15名の手コキ発射!（2月25日、NEXT GROUP）共演:水沢文子、雪野ひかる、大原あけみ、竹原さおり、須藤めぐみ、須永佐和子、今井ほのか、白井京香、阿部ゆかり、彼方まりあ、片山麻美、椎名はるか、木下藍子、美里このみ
- 母子交尾 母親の子宮に種付けする息子 母さんの膣内に射精したい…近親相姦絵巻 4時間スペシャル（6月1日、LADY★BABA/エマニエル）共演:加納瞳、新村まり子、山見ゆな、杉本蘭、沼田紗枝、佐々木千香、立花みずき
- 夢の美熟女回春エステサロン 2（9月14日、ケイ・エム・プロデュース）共演:松田早紀、堀口奈津美、夏樹カオル、朝霧一花
- 団地妻レズビアン7（9月19日、アンナと花子）共演:山本美和子
- 4人にパンチラ挑発されて犯された俺（9月25日、美）共演:大槻ひびき、堀口奈津美、鏡麗子
- 友人の母（10月13日、溜池ゴロー）
- 浮気妻はスゴ淫です 7（10月19日、クリスタル映像）共演:小早川怜子、高嶋碧、花島瑞江、青山圭子
- 麗しのマネキン夫人〜人形に恋した男の妄想セックス〜（10月19日、VENUS）
- 借金に苦しむ人妻（11月9日、ケイ・エム・プロデュース）
- エスカレートしすぎる熟女5人、あなたの自宅に突撃訪問。3（11月20日、プレステージ）共演:結城みさ、青山葵、伊織涼子、澤村レイコ
- 早漏改善不倫旅行（11月25日、マドンナ）
- お隣の美人奥さんがエロすぎて…（12月20日、NEXT GROUP）共演:村上涼子、五十嵐まき、小野理菜、橘いずみ
- 悲しみの嫁と義父 密室の愛玩調教（12月25日、グローバルメディアエンタテインメント）

2016～
- 素人名義も含める出演作品一覧

2021
| title | movie code | release date | type                          |
| レズれ！2021年間プレミアムベスト10時間SP 感度がエグすぎる女と女のイカセ合い連続絶頂350発！                                             | LZBS-078   | Dec 28, 2021 | various actress / compilation |
| 【福袋】 [大釋放] 榮耀任務多查西科福袋 over 30 小時 ！ [鐵板系列全部進入]                                                              | GQHB-001   | Dec 17, 2021 | various actress / compilation |
| [福袋] 成熟女人 25 小時 大奶， 乳房 中出 15 件                                                                                         | VENE-003   | Dec 17, 2021 | various actress / compilation |
| ブラック企業で連日連夜サービス残業しまくりな社畜の僕は才色兼備な既婚の女上司に性的サービス残業もさせられまくっています…。 滝川恵理     | NGOD-162   | Dec 14, 2021 | solo work                     |
| BBP ビッグブラックペニスに堕ちた女捜査官 滝川恵理                                                                                      | ATID-485   | Nov 2, 2021  | solo work                     |
| チクビアン2 ビンビン乳首こねくりレズ性交                                                                                               | LZWM-034   | Oct 26, 2021 | various actress / compilation |
| 高身長の巨乳尻妻が男達を誘惑する 性欲モンスター肉感ボディMビッチ妻 Kカップを責められイキまくる変態スケベ奥様 滝川恵理                  | JYMA-015   | Oct 26, 2021 | solo work                     |
| オンライン英会話で出会った学生時代の憧れの英語教師、人妻になった色気に我慢できず何度も夢中で中出しした。 滝川恵理                      | HOMA-110   | Oct 26, 2022 | solo work                     |
| ウーマナイザーオナニー | OVG-184    | Oct 21, 2021 | various actress / compilation |
| ぶっかけドマゾ妻 滝川恵理 | XMOM-36    | Oct 14, 2021 | solo work                     |
| SODVR1000作品突破記念スペシャル第3弾！！絶倫で欲求不満の団地妻たちに夫婦ごと犯●れる。ゴン責めされまくり美肉ハーレム                    | 3DSVR-1002 | Oct 4, 2021  | VR                            |
| 【VR】性犯罪で捕まった女が脱獄し辿り着いたのは僕の家… 3年半の禁欲刑務所生活でケダモノ並に盛ったKcup囚人に逆強●VR 滝川恵理              | EBVR-057   | Sep 25, 2021 | VR                            |
| 高身長ママのお手コキびっち 滝川恵理 | DDOB-097   | Sep 19, 2021 | solo work                     |
| このたびウチの妻（41）がパート先のバイト君（20）（童貞）にねとられました…→くやしいのでそのままAV発売お願いします。【童貞狩りシリーズ】 | NKKD-226   | Sep 14, 2021 | solo work                     |
| お色気P●A会長と悪ガキ生徒会 滝川恵理                                                                                                   | GVH-281    | Sep 2, 2021  | solo work                     |
| 【VR】ヤリマンビッチなKカップ愛人と再起不能になるまで中出しSEXに狂う下品不倫VR                                                         | PPVR-016   | Aug 26, 2021 | VR                            |
| 娘をデカパイ調教する義母の強●レズ性感開発 滝川恵理 松宮ひすい                                                                          | LZDM-043   | Aug 19, 2021 | lesbian                       |
| 個人撮影 巨乳の変態淫語オバサマと濃厚ドスケベプレイ 滝川恵理                                                                           | DAYA-016   | Jul 25, 2021 | solo work                     |
| バックからのオチ●ポ挿入を求め、大きなお尻を突き出す50人                                                                                | UMSO-400   | Jul 13, 2021 | various actress / compilation |
| 熟女レズビアン ねっとり濃厚ヌルべちょ同性愛交尾 10名 240分                                                                             | NASH-532   | Jul 13, 2021 | various actress / compilation |
| 息子の友だち○ぽを爆乳Kカップで金玉が空っぽになるまで下品にヤリマン搾精する絶倫ビッチママ 滝川恵理                                      | LULU-082   | Jul 07, 2021 | solo work                     |
| ムラムラがもう我慢できない！美熟女の絶頂オナニー26人VOL.02                                                                             | NACX-083   | Jul 1, 2021  | various actress / compilation |
| クリスタル映像傑作選 浮気妻はスゴ淫です8時間                                                                                           | CADV-814   | Jun 13, 2021 | various actress / compilation |
| パイパン熟女12人BEST VOL.02 | NACX-078   | May 1, 2021  | various actress / compilation |
| 騎乗位で腰を振り続ける熟女60人VOL.02                                                                                                   | NACX-077   | May 1, 2021  | various actress / compilation |
| 八王子のおっパブで見つけたKカップ人妻は店外デートOKのヤリマンビッチ！ 欲求不満の中出し狂い下品女と体液まみれで朝まで10発エグすぎ不倫   | PFES-017   | Mar 3, 2021  | solo work                     |
| 彼女に内緒で彼女の母ともヤってます… 滝川恵理                                                                                           | NDRA-084   | Feb 7, 2021  | solo work                     |
| 真面目でお堅い友達の母・恵理さんは僕の金玉がすっからかんになるまで精液を絞り取るほどの超絶倫だった…。 滝川恵理                         | OBA-411    | Jan 23, 2021 | solo work                     |

2022
| title | movie code  | release date | type                          |
| 100人斬りヤリチン限定ホロ酔い逆ナンパ美魔女を本気イキさせたら中出しSEX                                                             | MTALL-018   | Apr 21, 2022 | solo work                     |
| 長身爆乳お姉さんの生チン漁り逆ナンパ 170cmオーバー Wジャイアント痴女が無理やり覆い被さって来て挟み撃ち逆3P                         | EBOD-900    | Apr 20, 2022 | various actress               |
| 2021年Madonna全452タイトル 12時間 ￥1980                                                                                           | JUSD-969    | Mar 18, 2022 | various actress / compilation |
| JET映像2021年全タイトルベスト4枚組16時間                                                                                           | NBES-045    | Mar 4, 2022  | various actress / compilation |
| コンビニ本部の女10 滝川恵理 | NGOD-167    | Mar 4, 2022  | solo work                     |
| 【数量限定】やっぱり熟女が一番エロい！！22人VOL.02 パンティと生写真付き                                                            | KSBJ-185    | Mar 2, 2022  | various actress / compilation |
| 緊急筆下ろし相姦 結婚することになった息子が未だに童貞だったと判明！慌てた母親が自分の身体でセックスを教えることにした！！ 滝川恵理 | VENX-119    | Mar 1, 2022  | solo work                     |
| 快感でヒクつく人妻マ○コに大量発射！！ 射精直前の激ピス中出しラッシュ202発！！                                                      | JUSD-963    | Jan 25, 2022 | various actress / compilation |
| 人妻不倫旅行 夜顔 Kカップの乳房 経験豊富なセックス 男の愛し方を熟知した女 滝川恵理                                                 | MCSR-467-02 | Jan 22, 2022 | solo work                     |
| 人妻不倫旅行 昼顔 Kカップの乳房 経験豊富なセックス 男の愛し方を熟知した女 滝川恵理                                                 | MCSR-467-01 | Jan 22, 2022 | solo work                     |
| 中出し人妻不倫旅行 滝川恵理 | MCSR-467    | Jan 22, 2022 | solo work                     |
| 素人NTR投稿 兄貴の嫁さんを寝取ってヤッちゃったところを盗撮→ハメ撮りして投稿しました どすけべ巨乳嫁に興奮して義弟が大量中出し       | KAM-098     | Jan 18, 2022 | solo work                     |
| LUNATICS 2周年記念プレミアム作品集10時間980円                                                                                      | TICS-003    | Jan 4, 2022  | various actress / compilation |

### Vシネマ
- 続・禁断の果実　はがゆい関係 （2009年、レジェンドピクチャーズ）

## メディア

### テレビ
- バイキング ゲスト出演（2020年6月）

### CSテレビ
スカパー！
- フラミンゴTV903 番組ナビゲーターとして出演（2010年5月）
- パラダイステレビ 毛穴も見える驚きの高画質!超リアル バーチャル生SEX 出演（2010年5月）
- パラダイステレビ 東京女子アナ商会 局長役でレギュラー出演（2010年5月～）
- ミッドナイト・ブルーHD ナレーション（2010年）
- 男のザップ（MCジャングルポケット)ゲスト出演（2017年）

### 映画
- 東京スポーツ新聞社創刊50周年記念映画「官能コレクター」 詩織役（2010年10月）
- オーピー映画「家庭教師と未亡人義母 ～まさぐり狂宴～」田中康子役(2011年4月)

### 新聞
- 日刊スポーツ　インタビュー掲載（2009年）
- スポーツニッポン コラム連載「淫テリジェンス」（2010年5月～）
- 夕刊フジ インタビュー掲載（2010年9月）

### 雑誌
- EX大衆（双葉社）人気AV女優が書いたケータイ官能小説 小説・写真掲載（2009年8月）
- 週刊プレイボーイ（集英社） 人妻AV女優の食卓 写真・記事掲載（2009年11月）
- 竹書房・サン出版・ぶんか社・若生出版・双葉社・インフォレスト・メディア・クライス 他発刊の各アダルト誌にて、表紙・巻頭グラビア、インタビュー等多数掲載
- 週刊実話 グラビア掲載（2010年9月）
- NAO DVD（三和出版） コラム“解快熟女 有沢実紗が斬る!”連載（2010年11月～）
- アサヒ芸能（徳間書店）”生搾り”インタビュー100％H果汁　 インタビュー掲載（2016年11月）
- 実話ナックルズ（ミリオン出版）グラビア・インタビュー掲載（2020年10月）
- 週刊ポスト（小学館）インタビュー掲載（2020年10月）
- 週刊ポスト（小学館）袋とじグラビア・インタビュー掲載（2020年10月秋の特大号）

### 写真集
- 週刊ポストデジタル写真集（小学館）（2020年11月）